# Thinking Out Loud
"Thinking Out Loud" é uma canção do artista musical britânico Ed Sheeran, contida em seu segundo álbum de estúdio × (2014). Produzida pelo colaborador frequente Jake Gosling, a canção foi lançada como download digital para a iTunes Store em 18 de junho de 2014, servindo como um single promocional; em 14 de agosto, tornou-se single oficial do disco. A canção entrou no UK Singles Chart no número 26, em cima do lançamento do álbum, e, finalmente, chegou ao número um no início de novembro de 2014, dando a Sheeran seu segundo single número um no seu país natal. "Thinking Out Loud" também alcançou o primeiro lugar na Irlanda, Nova Zelândia, Dinamarca e Holanda, e também é o 2º single mais bem sucedido de Sheeran na Billboard Hot 100 - depois de Shape of You -, tendo atingido a segunda posição da tabela mais disputada dos Estados Unidos. Em outubro de 2017, a RIAA deu a "Thinking Out Loud" a certificação de disco de diamante, por vendas e reproduções em serviços de streaming equivalentes ao mais de 10 milhões de unidades, nos EUA. "Thinking Out Loud" tornou-se, assim, o 15º tema a receber essa certificação.

## Antecedentes
Sheeran descreveu a peça como um "andando pelo corredor" [para um casamento]. A canção é uma balada romântica. Foi confirmado como o terceiro single do álbum, com o vídeo da música que estreou em 7 de outubro de 2014. A canção foi lançada como parte do Record Store Day Black Friday 2014, em um vinil 7.
Sobre 'Thinking Out Loud', Sheeran em 2023 disse que foi um processo de "colaboração" com Amy Wedge, que também escreveu o êxito. A letra foi inspirada na época em que a avó de Ed foi diagnosticada com cancro e na morte do seu avô, que também tinha acontecido. A letra original seria 'I'm singing out now', tendo-a depois mudado para 'I'm thinking out loud'.

## Recepção da crítica
O Washington Post escritor Allison Stewart elogiou a canção como "uma tentativa descarada e impiedosamente eficaz denominada canção de estilo casamento e imortalidade. Embora a canção pareça claramente a sons semelhantes de Marvin Gaye na canção "Let's Get It On", mantém uma qualidade única e elegante. Da Billboard Jason Lipshutz comentou que Ed "empurra esta facada corajosa no romance passado seus momentos mais assustadores, e termina o álbum com uma nota agradável".

## Vídeo musical
Em 8 de outubro de 2014, o vídeo da música foi lançado. Possui ele e sua parceira de salão Brittany Cherry dançando, com coreografia de Nappytabs e formação ajuda de Paul Karmiryan. Depois de apenas 16 horas, o vídeo teve 2.000.000 de visualizações no YouTube.
Hoje o vídeoclipe já se encontra com 3,4 bilhões de visualizações no Youtube.

## Desempenho nas paradas e Guiness World Records
"Thinking Out Loud" já liderou as paradas da Austrália, Irlanda, Nova Zelândia, Países Baixos, Dinamarca e Reino Unido, enquanto alcançando o top dez em vários outros países, incluindo os Estados Unidos, Canadá, Alemanha, Itália, Bélgica e Áustria. Em 2 de novembro de 2014, a Official Charts Company anunciou que "Thinking Out Loud" assumia o topo da UK Singles Chart em sua 19ª semana no Reino Unido Top 40, portanto, quebrando o recorde para a subida mais longa para o número um. A música voltou ao topo da UK Singles Chart em 7 de Dezembro de 2014, cinco semanas depois de ter atingido o número um. Em seu retorno ao número um, ele também se tornou a primeira canção na história das paradas do Reino Unido para o pico no número um, devido à streaming. A canção não deixou o top 3 desde que voltou ao número 1. Na época, ele tinha reivindicado o registro para a maior fluxo de visualizações  em uma única semana, ultrapassando o single, "Waves" de  Mr. Probz. Na semana de seu retorno para o primeiro lugar, a canção tinha sido transmitido 1.672.000 vezes, e alcançou um recorde pessoal de 1,85 milhões visualizações na semana que terminou em 21 de Dezembro de 2014, mas o recorde foi quebrado por "Uptown Funk" de Mark Ronson, que foi transmitido 2.340.000 vezes. Nos EUA, tornou-se de Sheeran o single mais bem sucedido na Billboard Hot 100, atingindo o  número 2 da tabela supracitada.
Na primeira semana de outubro de 2015, o cantor ganhou o prêmio e entrou para o livro do Guiness, na categoria  "A subida mais longa ao topo da parada de single no Reino Unido". O cantor postou na sua rede social do Instagram o prêmio recebido.

## Acusação de plágio
No dia 10 de agosto de 2016, o cantor foi processado e acusado de plágio em relação a sua música, que a família do compositor Ed Townsend alega ser copiado do clássico de Marvin Gaye, "Let's Get It On" (composta por Townsend). A queixa foi apresentada em meio a uma onda de processos de plágio no mundo musical, que inclue um veredicto dado no ano passado a favor dos herdeiros de Gaye. Eles também estão em busca de indenizações em outros casos. "As melodias, harmonias e progressões de acordes de 'Thinking' são substancialmete e/ou surpreendentemente similares aos da bateria em 'Let's", afirma a ação apresentada na terça-feira em um tribunal federal de Nova York.
O julgamento, em Nova Iorque começou em abril de 2023- Os advogados do cantor afirmam que "há dezenas, se não centenas, de canções anteriores e posteriores" à canção de Gaye, "que utilizam a mesma progressão de acordes ou uma similar".

## Desempenho nas tabelas musicais

### Posições
| Tabela musical (2014-15)                               | Melhor posição |
| ------------------------------------------------------ | -------------- |
| Austrália (ARIA Charts)                                | 1              |
| Áustria (Ö3 Austria Top 40)                            | 2              |
| Bélgica (Ultratop 50 de Flandres)                      | 6              |
| Brasil (Brasil Hot 100 Airplay)                        | 22             |
| Canadá (Canadian Hot 100)                              | 4              |
| Croácia (Croatian Airplay Radio Chart)                 | 2              |
| Dinamarca (Hitlisten)                                  | 1              |
| Estados Unidos (Billboard Hot 100)                     | 2              |
| Estados Unidos (Pop Songs)                             | 14             |
| Estados Unidos (Adult Pop Songs)                       | 7              |
| Espanha (Productores de Música de España)              | 19             |
| Eslováquia (IFPI Slovenská Republika)                  | 2              |
| França (Syndicat National de l'Édition Phonographique) | 46             |
| Finlândia (IFPI Finlândia)                             | 11             |
| Hungria (Magyar Hanglemezkiadók Szövetsége)            | 35             |
| Irlanda (Irish Recorded Music Association)             | 1              |
| Israel (Media Forest)                                  | 3              |
| Nova Zelândia (NZ Top 40 Singles)                      | 1              |
| Reino Unido (UK Singles Charts)                        | 1              |
| Chéquia (IFPI Česká Republika)                         | 51             |
| Suécia (Sverigetopplistan)                             | 2              |
| Suíça (Schweizer Hitparade)                            | 5              |
| Spotify Charts (Spotify)                               | 1              |

### Certificações
| País                  | Certificação |              |
| --------------------- | ------------ | ------------ |
| Estados Unidos (RIAA) | Diamante     | + 10.000.000 |
| Austrália (ARIA)      | 3× Platina   | + 210.000    |
| Nova Zelândia (RIANZ) | 2× Platina   | + 30.000     |
| Suécia (IFPI Schweiz) | 1× Platina   | + 40.000     |
| Reino Unido (BPI)     | Platina      | + 600.000    |